# 黑头红锡嘴雀属
黑头红锡嘴雀属（学名：Periporphyrus）是主红雀科下的一个属。

## 下属物种
本属包括以下物种：
- 黑头红锡嘴雀 Periporphyrus erythromelas (J.F.Gmelin, 1789)